# Annaghdown
Annaghdown (Iers: Eanach Dhúin)  is een plaats  in het Ierse graafschap Galway. Het dorp op de oostoever van Lough Corrib werd in de twaalfde eeuw zetel van het bisdom Annaghdown dat in 1555 opging in het aartsbisdom Tuam van de Church of Ireland, terwijl het katholieke bisdom in 1580 opging in het aartsbisdom Tuam. 